# باولو بوجيا
باولو بوجيا مواليد 19 يناير 1981 في مانيلا، هو لاعب كرة سلة فلبيني معتزل. بدأ مسيرته الاحترافية في سنة 2005. لعب في الرابطة الفلبينية لكرة السلة. يبلغ طوله 6 قدم 6 بوصة (2.0 م). اعتزل اللعب في 2015. لعب مع ستار هوتشوتز وألاسكا أيسز.